# Pietroasa (Timiș)
Pietroasa (en hongrois : Kőfalu) est une commune du județ de Timiș en Roumanie.